# 1660 w sztukach plastycznych

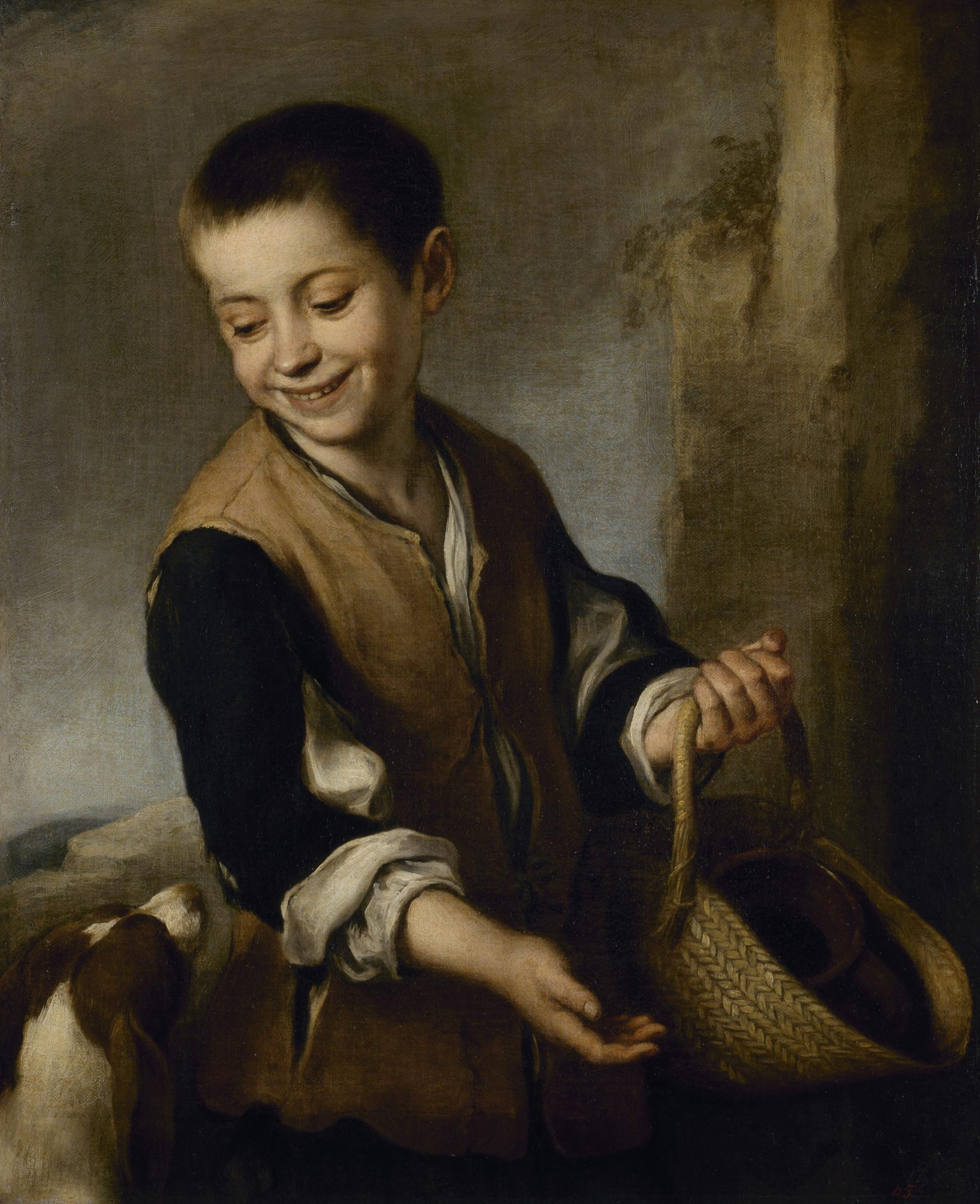
Murillo Chłopiec z psem

Wydarzenia w sztukach plastycznych i wizualnych w 1660 roku.

## Malarstwo
- Bartolomé Esteban Murillo

Chłopiec z psem (1655-1660) – olej na płótnie, 70×60 cm
Cztery postacie na stopniu (1655-1660) – olej na płótnie, 109,9×143,5 cm
Dobry Pasterz – (ok. 1660) olej na płótnie, 123×110 cm
Dwie kobiety w oknie (1655-1660) – olej na płótnie, 127×106 cm
Dziewczyna sprzedająca owoce (1655-1660) – olej na płótnie, 76×61 cm
Narodzenie Najświętszej Maryi Panny (ok. 1660) – olej na płótnie, 185×360 cm
- Rembrandt

Portret Tytusa w stroju mnicha (1660) – olej na płótnie, 79.5 × 67.7 cm
Zaparcie się św. Piotra (1660) – olej na płótnie, 154 × 169 cm